# Angela Drexl
Angela Drexl (8 marzo 1968) è un'ex sciatrice alpina tedesca.
Prima della riunificazione tedesca (1990) gareggiò per la nazionale tedesca occidentale.

## Biografia
Slalomista pura originaria di Bayrischzell, la Drexl in Coppa del Mondo ottenne due piazzamenti: 11ª in Val di Zoldo il 2 dicembre 1990 e 14ª a Waterville Valley il 20 marzo 1991; prese anche parte ai Mondiali di Saalbach-Hinterglemm 1991, sua unica presenza iridata, dove si piazzò 8ª. Non prese parte a rassegne olimpiche.

## Palmarès

### Coppa del Mondo
- Miglior piazzamento in classifica generale: 69ª nel 1991

### Coppa Europa
- Miglior piazzamento in classifica generale: 5ª nel 1990

### Campionati tedeschi
- 6 medaglie (dati parziali fino alla stagione 1985-1986)[1]:
  - 4 ori (slalom speciale nel 1987; slalom speciale nel 1989; slalom speciale nel 1990; slalom speciale nel 1992)
  - 1 argento (slalom speciale nel 1986)
  - 1 bronzo (slalom speciale nel 1991)